# Skoczewo
Skoczewo (niem. Hermannshof) – wieś w Polsce położona w województwie warmińsko-mazurskim, w powiecie kętrzyńskim, w gminie Barciany.
W latach 1975–1998 miejscowość administracyjnie należała do województwa olsztyńskiego.

## Historia
Wieś powstała w XIX wieku jako niewielki majątek ziemski. W roku 1913 właścicielem majątku w Skoczewie o powierzchni 256 ha był F. Heilmeyer, a później do 1945 r. Fritz Rohde. Po II wojnie światowej majątek został rozparcelowany.
W roku 1973 Skoczewo było wsią sołecką, do której należała Markławka. Po utraceniu statusu wsi sołeckiej Skoczewo należy do sołectwa Barciany.